# Diplolepis hieronymi
Diplolepis hieronymi là một loài thực vật có hoa trong họ La bố ma. Loài này được (Lorentz) Liede & Rapini mô tả khoa học đầu tiên năm 2005.